# Reyer Venezia 1992-1993
Questa voce raccoglie le informazioni riguardanti la Reyer Venezia nelle competizioni ufficiali della stagione 1992-1993

## Stagione
La Reyer Venezia gioca con sponsor Scaini in questa stagione e conclude il campionato di serie A1 finendo al quattordicesimo posto su 16 squadre. La società deve giocare i playout nel girone verde dove finisce al primo posto blindando la serie A1 per il prossimo anno.

## Roster
- Mark Hughes
- Giampaolo Zamberlan
- Franco Binotto
- Jones Shelton
- Massimo Guerra
- Gianluca Ceccarini
- Cozell Mc Queen
- Fabio Ferraretti
- Paolo Vazzoler
- Umberto Coppari
- Nicola Barbiero
- Paolo Baldi
- Manuel Babetto
- Matteo Herich
- Domenico Rigo[1]
- Allenatore: Mario De Sisti[2]
- Vice allenatore: Frank Vitucci